# Macario Alcalá Canchola
Macario Alcalá Canchola (La Piedad, Michoacán, 1936-Ciudad de México, 25 de julio de 1974) fue un asesino en serie mexicano, que en la década de 1960, en la Cd. de México, asesinó a por lo menos 2 mujeres prostitutas,-que son sus víctimas confirmadas,-pero se sospecha de él en otros 12 asesinatos de prostitutas. Era un copycat, o asesino imitador,-o al menos fue lo que pretendió,-de Jack el Destripador; el mismo se autonombró el "Jack mexicano".

## Antecedentes
Macario procedía de una familia de escasos recursos, cuando mucho cursó la educación básica. Era ignorante, muy poco agraciado físicamente y no había logrado nada significativo en su vida, esto hubo de engendrar en él un terrible complejo de inferioridad.
Su vida estuvo marcada por el fracaso: durante un tiempo fue miembro de infantería de la Guardia Presidencial, pero fue despedido por su incompetencia e indisciplina; después, trató de dedicarse al boxeo pero jamás logró destacar debido a su falta de talento, así vería frustrase sus sueños de fama. Estuvo casado y tuvo varios hijos, pero su matrimonio fue tormentoso; su esposa, durante las investigaciones de los homicidios y el posterior juicio, declararía: ...se siente superior a todo aquel que lo rodea. 
Por último, entró a trabajar como policía preventivo, bajo el nombre falso de Fernando Ramírez Luna, fue en este tiempo que aprendería las claves básicas para detectar al culpable de un crimen (como las huellas digitales), estos conocimientos posteriormente los aplicaría en sus propios crímenes.
Fue despedido de la policía tras ser acusado y hallado culpable de los cargos de abuso de autoridad y uso excesivo de la fuerza durante el arresto.

## Crímenes
El 20 de septiembre de 1962, fue hallado en la habitación de un hotel de la Colonia Guerrero, de la Ciudad de México, el cadáver de Julia González Trejo, prostituta que trabajaba en un bar cercano.
La noche anterior al hallazgo, Macario había conocido a la mujer y había contratado sus servicios sexuales. Eran las 11:30 p. m.., para cuando ambos arribaron al hotel, Alcalá, quien pagó la habitación, se registró bajo el nombre falso de Fernando García. 
Ya estando instalados en la habitación, Alcalá y González mantuvieron relaciones sexuales; posteriormente Julia González exigió el pago acordado por sus servicios, Alcalá se negó, él desde un principio tenía claras sus intenciones. Después de ser arrestado Macario Alcalá, declararía fríamente cómo había asesinado a Julia:
«La sujeté para amedrentarla así» (dramatizando físicamente la escena ante la policía) «con la mano derecha, girando los dedos hacia la derecha de su cuello. Vi que se desmayaba...»
La escena del crimen que la policía encontraría ese 20 de septiembre parecía el escenario de una puesta escénica: el cuerpo fue colocado desnudo sobre la cama tendida; en la habitación se habían eliminado todos los indicios de lucha; el asesino se había llevado toda la ropa de la víctima, exceptuando sus tacones y su bolso (dentro del bolso se encontraba una identificación de la víctima, el asesino quería que la víctima fuera identificada); el asesino había tenido cuidado de no dejar huellas dactilares; y en uno de los espejos de la habitación habían escrito con pintalabios la leyenda: "Jack, reto a Cueto". ("Cueto" era el apellido del jefe de policía).
El crimen de Julia González fue por el cual Macario fue investigado y capturado, pero posterior a su captura fue relacionado y encontrado culpable de un segundo asesinato, el de una mujer a la que nunca se pudo identificar, ocurrido unos meses atrás, su cuerpo había sido encontrado desnudo en el baño de una habitación de hotel; el asesino se había llevado toda su ropa e identificaciones (si es que las hubiera tenido); de la habitación también se habían eliminado las huellas de lucha, pero no había ningún mensaje.
Además de estos dos crímenes, por lo menos otras 12 mujeres más habían sido halladas muertas en habitaciones de hotel, en fechas cercanas a la de estos dos crímenes confirmados y en circunstancias muy similares (prostitutas estranguladas y desnudas; la habitación limpia y ordenada). A esto se suma el hecho de que muchos allegados de Alcalá declararon que este solía hablar de asesinatos de prostitutas, aun antes de que se hablara de ellos en los medios de comunicación, daba detalles de los crímenes que se supone nadie sabía porque no habían sido filtrados a la prensa y se mostraba molesto si la persona con quien estuviera hablando no supiera nada al respecto.

## Perfil psiquiátrico
Tras la muerte de Julia, especialistas del Instituto de Investigación Criminalística de México  desarrollaron un perfil del asesino:
"Es un exhibicionista acomplejado... El hecho de que hubiera escrito un mensaje en la luna de un espejo demuestra que quiere ser tomado en cuenta y que su delito trascienda... actuó con serenidad, lo cual quedó comprobado por el hecho de haberse llevado la ropa de Julia; también procuró no dejar huellas digitales... Se trata también de un individuo de bajo estrato, ya que ni siquiera pudo escribir correctamente "Jack"... Puede volver a matar..."
Macario Alcalá poseía marcados rasgos antisociales (falta de empatía, estallidos repentinos de ira y una evidente conducta antisocial) y narcisistas (una autoestima inflada que escondía una muy marcada inseguridad; necesidad patológica de reconocimiento y atención; y veía a las demás personas por debajo de él) de personalidad. (Véase: Trastorno antisocial de la personalidad y Trastorno narcisista de la personalidad).